# トッラッツァ・コステ
トッラッツァ・コステ（伊: Torrazza Coste）は、イタリア共和国ロンバルディア州パヴィーア県にある、人口約1,600人の基礎自治体（コムーネ）。

## 地理

### 位置・広がり

#### 隣接コムーネ
隣接するコムーネは以下の通り。
- ボルゴ・プリオーロ
- コデヴィッラ
- モンテベッロ・デッラ・バッターリア
- レトルビド
- ロッカ・スゼッラ

### 気候分類・地震分類
気候分類では、zona E, 2685 GGに分類される。
また、イタリアの地震リスク階級 (it) では、zona 3 (sismicità bassa) に分類される
。

## 行政

### 分離集落
トッラッツァ・コステには、以下の分離集落（フラツィオーネ）がある。
- Barisonzo, Buffalora, Cadelazzi, Casa Nuova, Castellaro, Colombara, Mogliazza, Nebbiolo, Pragate, Sant'Antonino, Trebbio